# Купріянов Геннадій Миколайович
Геннадій Миколайович Купріянов (21 листопада 1905, село Рило Солигалицького повіту Костромської губернії, тепер Костромської області, Російська Федерація — 28 лютого 1979, місто Пушкін, тепер у складі Санкт-Петербургу, Російська Федерація) — радянський партійний діяч, 1-й секретар ЦК КП(б) Карело-Фінської РСР, генерал-майор. Кандидат у члени ЦК ВКП(б) у лютому 1941 — березні 1950 р. Депутат Верховної Ради СРСР 1—2-го скликань (з 1940 року).

## Біографія
Народився у родині селянина. У лютому 1918 — вересні 1925 р. — робітник-тесля на різних будовах Солигалицького і Чухломського повітів Костромської губернії. У 1920 році вступив до комсомолу. Служив у частинах особливого призначення (ЧОП).
У вересні 1925 — серпні 1927 р. — курсант Костромської губернської радянської партійної школи.
Член ВКП(б) з грудня 1926 року.
У серпні 1927 — квітні 1930 р. — викладач суспільствознавства у школі 2-го ступеня, інспектор і завідувач Солигалицького районного відділу освіти Костромської губернії. У квітні 1930 — квітні 1932 р. — завідувач відділу пропаганди і агітації Солигалицького районного комітету ВКП(б) Івановської промислової області.
У квітні 1932 — лютому 1935 р. — студент Всесоюзного комуністичного інституту в Ленінграді.
У лютому 1935 — листопаді 1937 р. — інструктор і завідувач відділу шкіл Дзержинського районного комітету ВКП(б) міста Ленінграда. У листопаді 1937 — червні 1938 р. — 2-й секретар, 1-й секретар Куйбишевського районного комітету ВКП(б) міста Ленінграда.
У червні 1938 — квітні 1940 р. — 1-й секретар Карельського обласного комітету ВКП(б).
27 квітня 1940 — 25 січня 1950 р. — 1-й секретар ЦК КП(б) Карело-Фінської РСР.
Учасник німецько-радянської війни з 1941. У червні — липні 1941 р. — член Військової ради 7-ї армії. У серпні — листопаді 1942 р. — член Військової ради Карельського фронту.
У січні — березні 1950 р. — у розпорядженні ЦК ВКП(б).
17 березня 1950 року був заарештований органами НКВС через «Ленінградську справу» і етапований в Москву, поміщений в Лефортовську в'язницю, де піддавався допитам, побиттю і тортурам. У жовтні 1950 року слідство завершилося, Купріянов був засуджений до вищої міри покарання, але отримав відтермінування, після чого був поміщений в камеру смертників. 17 січня 1952 року Військова колегія Верховного суду СРСР, керуючись статтями 58-1-а, 58-7, 58-10 ч.2 і 58-11 Карного кодексу РРФСР, засудила Геннадія Купріянова до 25 років виправно-трудових робіт з конфіскацією усього майна. Купріянов був відправлений до окремого табірного пункту № 5 в Інті (Комі АРСР), проте вже в липні 1952 року вирок був змінений на ув'язнення, а 18 серпня 1952 року, за відсутністю складу злочину по раніше висунених статтях і перекваліфікації звинувачення по ч.2 статті 58-10 на статтю 58-10 ч.1 Карного кодексу РРФСР, пом'якшений до 10 років ув'язнення без конфіскації майна. Перебував у Особливому таборі № 1 станції Інта Комі АРСР.
Звільнений із ув'язнення 23 березня 1956 року. З березня 1956 по лютий 1957 року лікувався у лікарні імені Свердлова у Ленінграді. Реабілітований 31 липня 1957 року. 9 жовтня 1957 року відновлений у членах КПРС.
У лютому 1957 — травні 1959 р. — директор Пушкінських палаців-музеїв і парків у Ленінградській області. У травні 1959 — лютому 1960 р. — на пенсії. У лютому — червні 1960 р. — директор Смольнинського ломбарду у місті Ленінграді. У червні 1960 — лютому 1966 р. — директор ломбарду у місті Пушкіні Ленінградської області.
З лютого 1966 р. — на пенсії у місті Пушкіні, де й помер. Похований на Казанському кладовищі Ленінграда (Санкт-Петербурга).

## Звання
- бригадний комісар (1941)
- дивізійний комісар (.10.1942)
- генерал-майор (6.12.1942)

## Нагороди
- два ордени Леніна
- орден Трудового Червоного Прапора
- орден Червоного Прапора (29.07.1944)
- орден Вітчизняної війни I-го ст.
- медалі